# Nemeritis aequalis
Nemeritis aequalis là một loài tò vò trong họ Ichneumonidae.